# François Thomé
François Thomé ( - 17 février 1591, Saint-Malo-de-Beignon), est un prélat français, évêque de Saint-Malo de 1573 à 1586. Ses armes sont d'argent au chevron de gueules, abaissé sous un chef d'azur chargé de deux étoiles d'or, accompagné en pointe d'un cœur de gueules surmonté d'une croix de même.

## Biographie
Chanoine et trésorier de Rennes, abbé commendataire de la Abbaye Notre-Dame de la Vieuville (1558-1591) et prieur de Noyal-sur-Vilaine, il reçoit ses bulles d'évêque de Saint-Malo le 16 novembre 1573. Consacré 28 février il prend possession de son siège le 15 mars 1574. Il préside à plusieurs reprises pour le clergé, les États de Bretagne;  à Rennes (1574), Vannes (1577), Ploërmel (1580), les deux cessions extraordinaires de Vannes en 1581 et 1582 et enfin à Rennes (1584).Il participe aussi aux États généraux de Blois en 1576. Il se démet en 1586 mais demeure le vicaire général de son successeur. Il meurt évêque émérite dans le manoir épiscopal de Saint-Malo-de-Beignon le 17 février 1591 et il est inhumé dans l'église paroissiale du bourg.

### Sources
- François Tuloup Saint-Malo. Histoire Religieuse Éditions Klincksieck Paris 1975 p. 58-59.